# Teeatta magna
Teeatta magna is een spinnensoort uit de familie Macrobunidae. De soort komt voor in Tasmanië.